# Иоанн (дьяк)
Иоа́нн — дьяк, переписавший часть «Изборника» 1073 года, для великого князя Святослава Ярославича.
Своё имя Иоанн оставил в тексте приписки (похвалы) князю, завершающем книгу («Изборник») «Въ лѣто 6581 (1073) написа Іоаннъ дьякъ И. св. великууму князю Святославу». По-видимому, он является и составителем «Изборника» 1076 года. Оба «Изборника» включают в себя переводы с греческого обширных фрагментов книг отцов Церкви, в том числе Ефрема Сирина, очень популярного на Руси Иоанна Златоуста и других, а также статьи неизвестных славянских авторов. Для этого очевидно использовались книги княжеской библиотеки, следовательно автор «Изборника» обладал знаниями и «книжными» умениями, необходимыми для такой работы.